# Bibliomanie
Bibliomanie is een obsessieve-compulsieve stoornis in verband met het dwangmatig verzamelen van boeken. Als het ernstige vormen aanneemt kan het leiden tot de verstoring van sociale relaties en de gezondheid. 

## Omschrijving
Bibliomanie is slechts een van de ongebruikelijke relaties met boeken. De bibliomaan verzamelt boeken die hij niet nodig heeft, waar hij meestal niets of weinig mee doet en die niet noodzakelijk van grote waarde zijn. Het aankopen van meerdere versies van hetzelfde boek of de massale aankoop van boeken waarvoor de bibliomaan niet de tijd heeft om ze te lezen, zijn typische kenmerken van bibliomanie. Bibliomanie is niet opgenomen in de persoonlijkheidsstoornissen van de DSM-IV. Gustave Flaubert schreef een verhaal dat bibliomanie prachtig beschrijft.
Al in 1761 publiceerde Louis Bollioud de Mermet een boek getiteld De la Bibliomanie, dat werd uitgegeven in Den Haag. 1761 was het geboortejaar van John Ferriar waarvan sommigen beweren dat hij de term uitvond. Het boek van Mermet werd heruitgegeven door Paul-Amédée Chéron in Parijs in 1865.
Een van de meest gekende bibliomanen is ongetwijfeld Thomas Phillipps hoewel de definitie niet volledig opgaat, Phillipps deed wel degelijk iets met zijn boeken, maar zijn verzamelwoede blijft tot op heden ongeëvenaard.

## Andere boekgerelateerde termen
- Bibliofagie: letterlijk het verslinden (eten) van boeken.
- Bibliofobie: angst hebben van boeken
- Biblioclast: een persoon die dwangmatig boeken wil vernietigen
- Bibliokleptomaan: iemand die dwangmatig boeken steelt[3][4]
- Bibliofiel: een persoon die van boeken houdt
- Péladanomanie: een verzamelzucht voor boeken van de Péladandynastie